# Johannes Tzelepes Komnenos
Johannes Komnenos Tzelepes (griechisch Ἰωάννης Κομνηνός, romanisiert: Iōannēs Komnēnos; geboren um 1112; später genannt Tzelepes, Τζελέπης vom türkischen Çelebi) entstammte der kaiserlichen Familie der Komnenen als Sohn des Sebastokrators Isaak Komnenos und Enkel des Kaisers Alexios I. Komnenos. In seiner Jugend begleitete er seinen Vater in dessen Verbannung und Wanderungen durch Kleinasien und die Levante, während derer er für kurze Zeit mit einer Tochter Leos I., Herrscher von Armenien-Kilikien, verheiratet war. Nach der Versöhnung zwischen Isaak und seinem Bruder, Kaiser Johannes II. Komnenos, 1138 kehrte Johannes an den byzantinischen Hof zurück. Bereits im folgenden Jahr jedoch wechselte er während der Belagerung von Neokaesarea (heute Niksar) zu den danischmendischen Türken und nahm später am Hof des Sultans von Rum Zuflucht, wo er eine von dessen Töchtern heiratete. Spätere Überlieferungen, die teilweise als Legende gelten, führen die Abstammung der Osmanendynastie auf einen seiner Nachkommen zurück.

## Herkunft und Familie
Johannes wurde um 1112 als Sohn des Sebastokrators Isaak Komnenos – eines jüngeren Sohnes des Kaisers Alexios I. Komnenos (reg. 1081–1118) – und dessen Frau Irene geboren. Über seine Mutter ist wenig überliefert; vermutlich entstammte sie einer russischen Familie.

## Exil und Wanderungen
Die zunächst freundschaftlichen Beziehungen zwischen Isaak und seinem Bruder, Kaiser Johannes II. Komnenos (reg. 1118–1143), verschlechterten sich ab etwa 1130. Zeitgenössische Chronisten wie Niketas Choniates und Johannes Kinnamos deuten an, Isaak habe selbst Ambitionen auf den Thron gehegt.
Während Johannes II. gegen die Truppen des Sultanats von Rum zog, kam 1130 eine Verschwörung Isaaks ans Licht. Obwohl sie aufgedeckt wurde, gelang Isaak und seinen beiden Söhnen die Flucht aus Konstantinopel. Sie fanden zunächst Zuflucht am Hof des danischmandidischen Emirs Gümüshtigin Ghazi (r. 1104–1134) in Melitene.
Dort begann ein sechsjähriges Exil, in dessen Verlauf Isaak versuchte, die Herrscher Kleinasiens und des Levant gegen seinen Bruder zu vereinen, und Johannes ihn begleitete.
Von Melitene zogen sie weiter nach Trapezunt, wo der abgespaltene Gouverneur Konstantin Gabras seit 1126 Chaldia eigenmächtig regierte. Anschließend suchten sie in Armenien-Kilikien bei Leo I. Zuflucht, der Johannes mit einer seiner Töchter verheiratete und ihm die Städte Mopsuestia und Adana als Mitgift übergab. Nach kurzer Zeit jedoch entzürnten sie sich mit dem kilikischen Herrscher und flohen zum Sultan Mesud I. von Rum, wobei sie ihren Besitz in Kilikien aufgeben mussten.
Isaaks Bemühungen um eine Koalition gegen Johannes II. blieben erfolglos, während der Kaiser durch seine Syrienfeldzüge von 1137–1138, insbesondere die Unterwerfung des Fürstentums Antiochia, großen Rückhalt im Reich gewann. Viele Anhänger Isaaks wandten sich ab, sodass Isaak und Johannes 1138 um Versöhnung baten. Im Frühjahr 1138 trafen sie den Kaiser auf dessen Rückmarsch aus Antiochia, ihnen wurde verziehen und sie wurden nach Konstantinopel zurückgeführt.

## Übertritt und Folgen
Im Jahr 1139 begleitete Johannes Tzelepes Kaiser Johannes II. Komnenos in dessen Feldzug gegen Melik Mehmed, den Sohn und Nachfolger Gümüshtigins, und nahm an der Belagerung von Neokaesarea teil. Während einer Begegnung zwischen den Heeren fiel Johannes ein herausragender lateinischer Reiter zu Fuß auf. Der Kaiser forderte daraufhin, Johannes solle dem Ritter sein eigenes, edles arabisches Vollblutpferd überlassen. Aus Stolz verweigerte Johannes diese Forderung, forderte den Lateiner zum Duell um das Pferd und zog letztlich sein Schwert. Unter dem missbilligenden Blick seines Onkels gab er das Pferd jedoch zurück, ergriff sogleich ein anderes Ross und ritt zur türkmenischen Belagerungslinie.
Bei den Truppen Meliks wurde Johannes freundlich aufgenommen, da man ihn von seinem früheren Exil kannte. Er lieferte dem Sultan daraufhin detaillierte Informationen über die Schwächen des byzantinischen Heeres, vor allem in Bezug auf Versorgung und Pferdebestand. Vermutlich verhinderte sein Verrat den Fall Neokaesareas, woraufhin der Kaiser zum Abzug gezwungen war.
An den Hof des Sultans Mesud I. von Rum in Ikonion (heute Konya) gekommen, konvertierte Johannes zum Islam und heiratete eine Tochter des Sultans, deren Name – laut dem spätmittelalterlichen Chronisten Pseudo-Sphrantzes – Kamero (Καμερώ) lautet. Über sein weiteres Leben ist kaum etwas bekannt: Weder Todesdatum noch genaue Amtsgeschäfte am ikonischen Hof sind überliefert.
Johannes erhielt umfangreiche Ländereien und Reichtümer und genoss hohes Ansehen bei den Türkmenen, vor allem wegen seiner Gelehrsamkeit und seiner Beherrschung der arabischen Sprache. Späteren Berichten zufolge führte seine Frau sogar die Verteidigung von Ikonion gegen Angriffe seines Cousins, Kaisers Manuel I. Komnenos (reg. 1143–1180), an – zu jener Zeit war Johannes jedoch vermutlich bereits verstorben.